# Promachus snowi
Promachus snowi är en tvåvingeart som först beskrevs av Hobby 1940.  Promachus snowi ingår i släktet Promachus och familjen rovflugor. Inga underarter finns listade i Catalogue of Life.